# Asystasia travancorica
Asystasia travancorica är en akantusväxtart som beskrevs av Richard Henry Beddome. Asystasia travancorica ingår i släktet Asystasia och familjen akantusväxter. Inga underarter finns listade i Catalogue of Life.